# Keith Copeland
Keith Lamont Copeland (* 18. April 1946 in New York City, New York; † 14. Februar 2015 in Frankfurt am Main) war ein US-amerikanischer Schlagzeuger des Modern Jazz, der zwischen 1992 und 2011 als Professor für Jazzschlagzeug an der Hochschule für Musik Köln tätig war.

## Leben und Wirken
Keith Copeland, Sohn von Ray Copeland, begann mit dem Schlagzeugunterricht im Alter von 10 Jahren und spielte bereits im Alter von 15 als Profimusiker. Mit 17 Jahren ging er zur US Air Force. Mit 22 Jahren wurde er entlassen und ging nach Boston, um am Berklee College of Music zu studieren.
Von 1975 bis 1979 arbeitete er dort als Musikpädagoge, dann längere Zeit ausschließlich als Musiker von New York aus. Mitte der 1980er Jahre nahm er seine Lehrtätigkeit wieder auf und unterrichtete an der Long Island University, der Rutgers University (von 1985 bis 1992) und daneben am Queens College und der New School University in New York. 1992 wurde er als Professor für Jazzschlagzeug nach Köln berufen, war aber zwischen 1993 und 1999 zusätzlich auch an der Hochschule für Musik Mannheim/Heidelberg tätig.
2005 erlitt Copeland einen Schlaganfall, von dem er sich zwar erholte, der ihn jedoch zwang seine Lehrtätigkeiten und Auftritte stark zu reduzieren.
Copeland hatte Engagements unter anderem bei Stevie Wonder, Billy Eckstine, Cab Calloway, Helen O’Connell, Eartha Kitt, Attila Zoller, George Russell, Paul Bley und Johnny Griffin. Er ist als Begleiter auf über 100 Alben zu hören und hat fünf Alben unter seinem Namen veröffentlicht.

## Lexikalische Einträge
- Leonard Feather, Ira Gitler: The Biographical Encyclopedia of Jazz. Oxford University Press, New York 1999, ISBN 0-19-532000-X.